# Стефано Гоббі
Стефано Гоббі (22 березня 1930 — 29 червня 2011) — італійський римо-католицький священник. 

## Життєпис
Народився в провінції Комо, Італія, і був висвячений на священника в 1964 році. Згодом отримав ступінь доктора сакральної теології в Папському Латеранському університеті в Римі. Він заснував всесвітній католицький рух — Маріанський рух священників (англ. Marian Movement of Priests), слідуючи за  внутрішнім натхненням, яке він отримав в 1972 році у святині Матері Божої Фатімської. Римо-католицька церква ніколи офіційно не визнавала внутрішні натхнення о. Гоббі небесними, хоча папа Іван Павло II благословив заснований ним Маріанський рух священників.

## Основна подія
8 травня 1972 року він був у паломництві до Фатіми, Португалія і молився у святині Матері Божої Фатімської. Він отримав внутрішнє натхнення від Діви Марії. Він говорив не про об'явлення чи видіння, а що почув внутрішній голос. Цей внутрішній голос закликав його зібрати інших священників, які захочуть посвятити себе Непорочному Серцю Марії та бути міцно з'єднаними з Папою та католицькою церквою.
За словами о. Гоббі, він пізніше молився Пресвятій Богородиці за підтвердженням внутрішнього голосу, який він повідомив про отримання у травні 1972 року. Під час молитви в Базиліці Благовіщення в Назареті. 13 жовтня 1972 року, на 55-ту річницю Богоматері Фатімської, він та два інших священники створили Маріанський рух священників у церкві в Джера-Ларіо поблизу Комо, Італія.

## Зростання руху
Маріанський рух священиків зростав, і до вересня 1973 року було понад 80 священників, коли він провів свою першу національну зустріч у Сан-Вітторино, неподалік Риму. В 1974 році о. Гоббі почав проводити в Італії молитовні зустрічі для священників та мирян, які називались «Сенакулум» (англ. Cenacle, лат. Cenaculum), за назвою світлиці, де збиралися апостоли після Вознесіння. Пізніше він проводив молитовні зібрання (Сенакулум) по всьому світу. Під час молитовних зустрічей люди покликані молитися до Ісуса через посередництво Діви Марії, оскільки саме через неї народилася Церква, Тіло Христа. Зараз MPC базується в Мілані, Італія, з філіями по всьому світу. Маріанський рух священників у США був заснований в 1975 році, базується у Сент-Френсіс, штат Мен, і отримав офіційне папське благословення від папи Івана Павла ІІ у листопаді 1993 року.

## Повідомлення
У липні 1973 року о.Гоббі почав записувати свої повідомлення про внутрішні повідомлення, які він приписував Діві Марії. Повідомлення від липня 1973 до грудня 1997 р. були опубліковані в книзі «До моїх улублених синів — священників». Кардинал Бернардіно Ехеверрія Руїс (англ. Bernardino Echeverría Ruiz), кардинал Ігнатій Мусса I Дауд і кардинал У Чэнь Чжун, Йоан Батіст Ву (англ. John Baptist Wu) надали Імпріматур (англ. Imprimatur, тобто схвалення) для книги о.Стефано Гоббі. Повідомлення мають яскраво виражений апокаліптичний тон.

## Відносини з Ватиканом
На сьогоднішній день Конгрегація доктрини віри не займає офіційної позиції щодо автентичності внутрішніх повідомлень о. Гоббі. MPC регулярно збирається в Римі.

## Подальше життя
До своєї смерті о. Гоббі офіційно проживав в Мілані, але продовжував подорожувати по всьому світу, щоб проводити молитовні зібрання та підтримувати діло МРС. Він помер 29 червня 2011 року після перенесеного серцевого нападу на початку місяця.